# فيل روبنسون (لاعب كرة قدم)
فيل روبنسون (بالإنجليزية: Phil Robinson)‏ (21 نوفمبر 1942 في المملكة المتحدة - 1989) هو لاعب كرة قدم بريطاني في مركز جناح ‏. لعب مع نادي دونكاستر روفرز وهدرسفيلد تاون ونادي بوسطن يونايتد ونادي برادفورد بارك أفنيو ودارلينجتون إف سى.